# Ragnar Person
Herman Ragnar Verner Person, RP, född 11 juli 1905 i Angelstads församling, död 20 april 1993 i Angelstad,  var en svensk målare. 
Han studerade måleri hos Esaias Thorén och Waldemar Lorentzon i Halmstad 1929–1930, samt för Marcel Gromaire vid Watteau i Paris 1933.
Person var en folklivsskildrare som i sin konst uppvisade ett socialt engagemang med en egen form och kolorit. Hans verk finns representerade i åtskilliga museer, bland annat Moderna Museet, Jönköpings läns museum, Kalmar konstmuseum och Göteborgs Konstmuseum[källa behövs].
Ragnar Person bodde hela sitt liv i Angelstad, Kronobergs län, Småland med undantag av studieåren. En rikligt illustrerad biografi över Ragnar Person utkom 1991 (Johansson, Karl-Erik, "Ragnar Person berättar med färg och ljus", Förlags AB Wiken, Höganäs).